# Built to Last (Sick of It All)
Built to Last is het vierde studioalbum van de Amerikaanse punkband Sick of It All. Het album werd op 11 februari 1997 uitgegeven via het platenlabel East West Records. De cd- en cassette-versies van het album werden uitgegeven via East West Records en Elektra Records en het album werd op vinyl uitgegeven door Equal Vision Records. In 2014 werd het op vinyl heruitgegeven door het platenlabel Music On Vinyl.

## Nummers
1. "Good Lookin' Out" - 1:53
2. "Built to Last" - 2:01
3. "Closer" - 2:56
4. "One Step Ahead" - 2:07
5. "Us vs. Them" - 3:04
6. "Laughingstock" - 2:42
7. "Don't Follow" - 2:02
8. "Nice" - 2:41
9. "Busted" - 1:37
10. "Burn 'em Down" - 2:55
11. "End the Era" - 3:05
12. "Chip Away" - 2:02
13. "Too Late" - 2:00
14. "Jungle" - 8:10

## Muzikanten
Band
- Lou Koller - zang
- Pete Koller - gitaar
- Craig Setari - basgitaar
- Armand Majidi - drums

Aanvullende muzikanten
- George Correia - slagwerk